# Grande Prêmio do Japão de Motovelocidade
O Grande Prêmio do Japão de MotoGP é um evento motociclístico que faz parte do mundial de MotoGP.

## Vencedores do Grande Prêmio do Japão
Em fundo vermelho indica que o GP não fez parte do campeonato de MotoGP.
| Ano  | Pista  | Moto3                                   | Moto3                                   | Moto2                                   | Moto2                                   | MotoGP                                  | MotoGP                                  | Resumo                                  |
| Ano  | Pista  | Piloto                                  | Moto                                    | Piloto                                  | Moto                                    | Piloto                                  | Moto                                    | Resumo                                  |
| ---- | ------ | --------------------------------------- | --------------------------------------- | --------------------------------------- | --------------------------------------- | --------------------------------------- | --------------------------------------- | --------------------------------------- |
| 2023 | Motegi | David Alonso                            | CFMoto                                  | Manuel González                         | Kalex                                   | Francesco Bagnaia                       | Ducati                                  |                                         |
| 2023 | Motegi | Jaume Masià                             | Honda                                   | Somkiat Chantra                         | Kalex                                   | Jorge Martín                            | Ducati                                  |                                         |
| 2022 | Motegi | Izan Guevara                            | Gas Gas                                 | Ai Ogura                                | Kalex                                   | Jack Miller                             | Ducati                                  | Detalhes                                |
| 2021 | Motegi | Cancelado devido à Pandemia de COVID-19 | Cancelado devido à Pandemia de COVID-19 | Cancelado devido à Pandemia de COVID-19 | Cancelado devido à Pandemia de COVID-19 | Cancelado devido à Pandemia de COVID-19 | Cancelado devido à Pandemia de COVID-19 | Cancelado devido à Pandemia de COVID-19 |
| 2020 | Motegi | Cancelado devido à Pandemia de COVID-19 | Cancelado devido à Pandemia de COVID-19 | Cancelado devido à Pandemia de COVID-19 | Cancelado devido à Pandemia de COVID-19 | Cancelado devido à Pandemia de COVID-19 | Cancelado devido à Pandemia de COVID-19 | Cancelado devido à Pandemia de COVID-19 |
| 2019 | Motegi | Lorenzo Dalla Porta                     | Honda                                   | Luca Marini                             | Kalex                                   | Marc Marquez                            | Honda                                   | Detalhes                                |
| 2018 | Motegi | Marco Bezzecchi                         | KTM                                     | Francesco Bagnaia                       | Kalex                                   | Marc Marquez                            | Honda                                   | Detalhes                                |
| 2017 | Motegi | Romano Fenati                           | Honda                                   | Álex Márquez                            | Kalex                                   | Andrea Dovizioso                        | Ducati                                  | Detalhes                                |
| 2016 | Motegi | Enea Bastianini                         | Honda                                   | Thomas Luthi                            | Kalex                                   | Marc Márquez                            | Honda                                   | Detalhes                                |
| 2015 | Motegi | Niccolò Antonelli                       | Honda                                   | Johann Zarco                            | Kalex                                   | Daniel Pedrosa                          | Honda                                   | Detalhes                                |
| 2014 | Motegi | Álex Márquez                            | Honda                                   | Thomas Luthi                            | Suter                                   | Jorge Lorenzo                           | Yamaha                                  | Detalhes                                |
| 2013 | Motegi | Álex Márquez                            | KTM                                     | Pol Espargaro                           | Kalex                                   | Jorge Lorenzo                           | Yamaha                                  | Detalhes                                |
| 2012 | Motegi | Danny Kent                              | KTM                                     | Marc Márquez                            | Suter                                   | Daniel Pedrosa                          | Honda                                   | Detalhes                                |
| Ano  | Pista  | 125 cc                                  | 125 cc                                  | Moto2                                   | Moto2                                   | MotoGP                                  | MotoGP                                  | Resumo                                  |
| Ano  | Pista  | Piloto                                  | Moto                                    | Piloto                                  | Moto                                    | Piloto                                  | Moto                                    | Resumo                                  |
| 2011 | Motegi | Johann Zarco                            | Derbi                                   | Andrea Iannone                          | Suter                                   | Daniel Pedrosa                          | Honda                                   | Detalhes                                |
| 2010 | Motegi | Marc Márquez                            | Derbi                                   | Toni Elías                              | Moriwaki                                | Casey Stoner                            | Ducati                                  | Detalhes                                |
| Ano  | Pista  | 125 cc                                  | 125 cc                                  | 250 cc                                  | 250 cc                                  | MotoGP                                  | MotoGP                                  | Resumo                                  |
| Ano  | Pista  | Piloto                                  | Moto                                    | Piloto                                  | Moto                                    | Piloto                                  | Moto                                    | Resumo                                  |
| 2009 | Motegi | Andrea Iannone                          | Aprilia                                 | Álvaro Bautista                         | Aprilia                                 | Jorge Lorenzo                           | Yamaha                                  | Detalhes                                |
| 2008 | Motegi | Stefan Bradl                            | Aprilia                                 | Marco Simoncelli                        | Gilera                                  | Valentino Rossi                         | Yamaha                                  | Detalhes                                |
| 2007 | Motegi | Mattia Pasini                           | Aprilia                                 | Mika Kallio                             | KTM                                     | Loris Capirossi                         | Ducati                                  | Detalhes                                |
| 2006 | Motegi | Mika Kallio                             | KTM                                     | Hiroshi Aoyama                          | KTM                                     | Loris Capirossi                         | Ducati                                  | Detalhes                                |
| 2005 | Motegi | Mika Kallio                             | KTM                                     | Hiroshi Aoyama                          | Honda                                   | Loris Capirossi                         | Ducati                                  | Detalhes                                |
| 2004 | Motegi | Andrea Dovizioso                        | Honda                                   | Daniel Pedrosa                          | Honda                                   | Makoto Tamada                           | Honda                                   | Detalhes                                |
| 2003 | Suzuka | Stefano Perugini                        | Aprilia                                 | Manuel Poggiali                         | Aprilia                                 | Valentino Rossi                         | Honda                                   | Detalhes                                |
| 2002 | Suzuka | Arnaud Vincent                          | Aprilia                                 | Osamu Miyazaki                          | Yamaha                                  | Valentino Rossi                         | Honda                                   | Detalhes                                |
| Ano  | Pista  | 125 cc                                  | 125 cc                                  | 250 cc                                  | 250 cc                                  | 500 cc                                  | 500 cc                                  | Resumo                                  |
| Ano  | Pista  | Piloto                                  | Moto                                    | Piloto                                  | Moto                                    | Piloto                                  | Moto                                    | Resumo                                  |
| 2001 | Suzuka | Masao Azuma                             | Honda                                   | Daijiro Kato                            | Honda                                   | Valentino Rossi                         | Honda                                   | Detalhes                                |
| 2000 | Suzuka | Youichi Ui                              | Derbi                                   | Daijiro Kato                            | Honda                                   | Norifumi Abe                            | Yamaha                                  | Detalhes                                |
| 1999 | Motegi | Masao Azuma                             | Honda                                   | Shinya Nakano                           | Yamaha                                  | Kenny Roberts, Jr.                      | Suzuki                                  | Detalhes                                |
| 1998 | Suzuka | Kazuto Sakata                           | Aprilia                                 | Daijiro Kato                            | Honda                                   | Max Biaggi                              | Honda                                   | Detalhes                                |
| 1997 | Suzuka | Noboru Ueda                             | Honda                                   | Daijiro Kato                            | Honda                                   | Michael Doohan                          | Honda                                   | Detalhes                                |
| 1996 | Suzuka | Masaki Tokudome                         | Aprilia                                 | Max Biaggi                              | Aprilia                                 | Norifumi Abe                            | Yamaha                                  | Detalhes                                |
| 1995 | Suzuka | Haruchika Aoki                          | Honda                                   | Ralf Waldmann                           | Honda                                   | Daryl Beattie                           | Suzuki                                  | Detalhes                                |
| 1994 | Suzuka | Takeshi Tsujimura                       | Honda                                   | Tadayuki Okada                          | Honda                                   | Kevin Schwantz                          | Suzuki                                  | Detalhes                                |
| 1993 | Suzuka | Dirk Raudies                            | Honda                                   | Tetsuya Harada                          | Yamaha                                  | Wayne Rainey                            | Yamaha                                  | Detalhes                                |
| 1992 | Suzuka | Ralf Waldmann                           | Honda                                   | Luca Cadalora                           | Honda                                   | Michael Doohan                          | Honda                                   | Detalhes                                |
| 1991 | Suzuka | Noboru Ueda                             | Honda                                   | Luca Cadalora                           | Honda                                   | Kevin Schwantz                          | Suzuki                                  | Detalhes                                |
| 1990 | Suzuka | Hans Spaan                              | Honda                                   | Luca Cadalora                           | Yamaha                                  | Wayne Rainey                            | Yamaha                                  | Detalhes                                |
| 1989 | Suzuka | Ezio Gianola                            | Honda                                   | John Kocinski                           | Yamaha                                  | Kevin Schwantz                          | Suzuki                                  | Detalhes                                |
| 1988 | Suzuka |                                         |                                         | Anton Mang                              | Honda                                   | Kevin Schwantz                          | Suzuki                                  | Detalhes                                |
| 1987 | Suzuka |                                         |                                         | Masaru Kobayashi                        | Honda                                   | Randy Mamola                            | Yamaha                                  | Detalhes                                |

| Ano  | Pista  | 50 cc            | 50 cc  | 125 cc        | 125 cc | 250 cc           | 250 cc | 350 cc        | 350 cc    |
| Ano  | Pista  | Piloto           | Moto   | Piloto        | Moto   | Piloto           | Moto   | Piloto        | Moto      |
| ---- | ------ | ---------------- | ------ | ------------- | ------ | ---------------- | ------ | ------------- | --------- |
| 1967 | Fuji   | Mitsuo Itoh      | Suzuki | Bill Ivy      | Yamaha | Ralph Bryans     | Honda  | Mike Hailwood | Honda     |
| 1966 | Fuji   | Yoshimi Katayama | Suzuki | Bill Ivy      | Yamaha | Hiroshi Hasegawa | Yamaha | Phil Read     | Yamaha    |
| 1965 | Suzuka | Luigi Taveri     | Honda  | Hugh Anderson | Suzuki | Mike Hailwood    | Honda  | Mike Hailwood | MV Agusta |
| 1964 | Suzuka | Ralph Bryans     | Honda  | Ernst Degner  | Suzuki | Jim Redman       | Honda  | Jim Redman    | Honda     |
| 1963 | Suzuka | Luigi Taveri     | Honda  | Frank Perris  | Suzuki | Jim Redman       | Honda  | Jim Redman    | Honda     |
| 1962 | Suzuka | Tommy Robb       | Honda  | Tommy Robb    | Honda  | Jim Redman       | Honda  | Jim Redman    | Honda     |

Notas
1. ↑  A corrida de 1964 de 50 cc teve apenas 5 participantes e foi excluída do Campeonato do Mundo.[1]
2. ↑  A corrida de 1963 de 350 cc teve apenas 3 participantes e foi excluída do Campeonato do Mundo.[2]

### Múltiplas Vitórias (pilotos)
| Nº Vit | Piloto            | Vitórias  | Vitórias               |
| Nº Vit | Piloto            | Categoria | Ano Vitórias           |
| ------ | ----------------- | --------- | ---------------------- |
| 5      | Marc Márquez      | MotoGP    | 2016, 2018, 2019       |
| 5      | Marc Márquez      | Moto2     | 2012                   |
| 5      | Marc Márquez      | 125cc     | 2010                   |
| 4      | Kevin Schwantz    | 500cc     | 1988, 1989, 1991, 1994 |
| 4      | Daijiro Kato      | 250cc     | 1997, 1998, 2000, 2001 |
| 4      | Valentino Rossi   | MotoGP    | 2002, 2003, 2008       |
| 4      | Valentino Rossi   | 500cc     | 2001                   |
| 4      | Dani Pedrosa      | MotoGP    | 2011, 2012, 2015       |
| 4      | Dani Pedrosa      | 250cc     | 2004                   |
| 3      | Jim Redman        | 350cc     | 1964                   |
| 3      | Jim Redman        | 250cc     | 1963, 1964             |
| 3      | Mike Hailwood     | 350cc     | 1965, 1967             |
| 3      | Mike Hailwood     | 250cc     | 1965                   |
| 3      | Luca Cadalora     | 250cc     | 1990, 1991, 1992       |
| 3      | Loris Capirossi   | MotoGP    | 2005, 2006, 2007       |
| 3      | Mika Kallio       | 250cc     | 2007                   |
| 3      | Mika Kallio       | 125cc     | 2005, 2006             |
| 3      | Jorge Lorenzo     | MotoGP    | 2009, 2013, 2014       |
| 3      | Álex Márquez      | Moto2     | 2017                   |
| 3      | Álex Márquez      | Moto3     | 2013, 2014             |
| 2      | Luigi Taveri      | 50cc      | 1963, 1965             |
| 2      | Bill Ivy          | 125cc     | 1966, 1967             |
| 2      | Wayne Rainey      | 500cc     | 1990, 1993             |
| 2      | Ralf Waldmann     | 250cc     | 1995                   |
| 2      | Ralf Waldmann     | 125cc     | 1992                   |
| 2      | Noboru Ueda       | 125cc     | 1991, 1997             |
| 2      | Mick Doohan       | 500cc     | 1992, 1997             |
| 2      | Max Biaggi        | 500cc     | 1998                   |
| 2      | Max Biaggi        | 250cc     | 1996                   |
| 2      | Norifumi Abe      | 500cc     | 1996, 2000             |
| 2      | Masao Azuma       | 125cc     | 1999, 2001             |
| 2      | Hiroshi Aoyama    | 250cc     | 2005, 2006             |
| 2      | Andrea Iannone    | Moto2     | 2011                   |
| 2      | Andrea Iannone    | 125cc     | 2009                   |
| 2      | Johann Zarco      | Moto2     | 2015                   |
| 2      | Johann Zarco      | 125cc     | 2011                   |
| 2      | Thomas Lüthi      | Moto2     | 2014, 2016             |
| 2      | Andrea Dovizioso  | MotoGP    | 2017                   |
| 2      | Andrea Dovizioso  | 125cc     | 2004                   |
| 2      | Francesco Bagnaia | MotoGP    | 2024                   |
| 2      | Francesco Bagnaia | Moto2     | 2018                   |

### Múltiplas Vitórias (construtores)
| Nº Vit | Piloto  | Vitórias  | Vitórias                                                                                       |
| Nº Vit | Piloto  | Categoria | Ano Vitórias                                                                                   |
| ------ | ------- | --------- | ---------------------------------------------------------------------------------------------- |
| 49     | Honda   | MotoGP    | 2002, 2003, 2004, 2011, 2012, 2015, 2016, 2018, 2019                                           |
| 49     | Honda   | 500cc     | 1992, 1997, 1998, 2001                                                                         |
| 49     | Honda   | 350cc     | 1964, 1967                                                                                     |
| 49     | Honda   | 250cc     | 1963, 1964, 1965, 1967, 1987, 1988, 1991, 1992, 1994, 1995, 1997, 1998, 2000, 2001, 2004, 2005 |
| 49     | Honda   | Moto3     | 2014, 2015, 2017, 2019, 2023                                                                   |
| 49     | Honda   | 125cc     | 1989, 1990, 1991, 1992, 1993, 1994, 1995, 1997, 1999, 2001, 2004                               |
| 49     | Honda   | 50cc      | 1963, 1965                                                                                     |
| 18     | Yamaha  | MotoGP    | 2008, 2009, 2013, 2014                                                                         |
| 18     | Yamaha  | 500cc     | 1987, 1990, 1993, 1996, 2000                                                                   |
| 18     | Yamaha  | 350cc     | 1966                                                                                           |
| 18     | Yamaha  | 250cc     | 1966, 1989, 1990, 1993, 1999, 2002                                                             |
| 18     | Yamaha  | 125cc     | 1966, 1967                                                                                     |
| 11     | Suzuki  | 500cc     | 1988, 1989, 1991, 1994, 1995, 1999                                                             |
| 11     | Suzuki  | 125cc     | 1963, 1964, 1965                                                                               |
| 11     | Suzuki  | 50cc      | 1966, 1967                                                                                     |
| 10     | Aprilia | 250cc     | 1996, 2003, 2009                                                                               |
| 10     | Aprilia | 125cc     | 1996, 1998, 2002, 2003, 2007, 2008, 2009                                                       |
| 9      | Kalex   | Moto2     | 2013, 2015, 2016, 2017, 2018, 2019, 2022, 2023, 2024                                           |
| 8      | KTM     | 250cc     | 2006, 2007                                                                                     |
| 8      | KTM     | Moto3     | 2012, 2013, 2016, 2018                                                                         |
| 8      | KTM     | 125cc     | 2005, 2006                                                                                     |
| 8      | Ducati  | MotoGP    | 2005, 2006, 2007, 2010, 2017, 2022, 2023, 2024                                                 |
| 3      | Derbi   | 125cc     | 2000, 2010, 2011                                                                               |
| 3      | Suter   | Moto2     | 2011, 2012, 2014                                                                               |